# Balthazar-Henry de Fourcy
Pour les articles homonymes, voir Fourcy.
Balthazar-Henry de Fourcy de Chessy est un ecclésiastique français, né le 24 juillet 1669 et mort le 24 avril 1754.

## Biographie

### Origines
Balthazar-Henry de Fourcy de Chessy est le fils d’Henry II de Fourcy (1626-1708), conseiller d’État ordinaire et conseiller d’honneur au Parlement de Paris, prévôt des marchands de Paris, et de Madeleine de Boucherat (1644-1714) (fille du chancelier de France), Balthasar-Henri de Fourcy de Chessy, originaire de Picardie. 
Par le premier mariage de son père avec Anne Briquet, l'abbé de Saint-Wandrille était allié aux fameux Bignon.

### Carrière
Il est successivement abbé de Saint-Sever au diocèse de Coutances (1680), chanoine de Notre-Dame de Paris (1685), 72e abbé de Saint-Wandrille (janvier 1690), prieur des Bons-Hommes (janvier 1693), docteur en théologie (2 août 1696).
Par privilège, le Saint-Siège avait accordé à Balthazar-Henry de Fourcy de porter la mitre et la crosse épiscopale, ce qui le plaçait immédiatement après les évêques.
Une ancienne dalle commémorative a été replacée dans les bâtiments monastiques de Saint-Wandrille, évoquant les 64 ans d'abbatiat de Fourcy :

« Par contrat passé le 9 décembre 1726 par devant M. Cornu, chevalier Notaire Royal à Caudebec, il a été fondé par M.re Baltazar de Fourcy, prêtre, docteur de la Maison et Société de Sorbonne, Abbé commendataire de cette abbaye, un service avec vigiles à perpétuité, le 4e lundy d'après Pâques, pour le repos de l'âme de très haut et très puissant Seig.r., Monseigneur Louis de Boucherat, Chancelier de France, Chevalier Commandeur des Ordres du Roy, son ayeul maternel, pour le repot de celle de haut et puissant Seig.r Messire Henry de Fourcy, Co[nseiller] d'Estât ordinaire du Roy de haute et de puissante Danie Magdelaine de Boucherat, son épouse, ses père et mère et encore pour le repos de celle du dit Seigneur Abbé, lorsqu'il sera décédé, le tout aux charges clauses et conditions portées par le d. contrat. Le d. Seig.r Abbé est décédé le 24 avril 1754. Priez Dieu pour eux. »

## Iconographie
Le portrait de l'abbé de Saint-Wandrille a été peint par Hyacinthe Rigaud en 1710, ainsi que l'indique la mention portée aux livres de comptes à cette date pour 150 livres : « Mr l’abbé de Fourcy de St Vandrille. Habt répété ». Cette mention précise qu'il s'agit donc d'une posture et d'un vêtement ordonné selon un modèle déjà réalisé auparavant.
En 1714, le fidèle ami du peintre, Pierre Drevet en réalise une très belle gravure qui, selon Hulst, est un « buste sans mains, grandeur de thèse ». Cinq états de l'estampe sont connus dont le dernier fut placé en frontispice de la thèse Conclusiones Philosophicæ datée du 2 août 1722, et dédiée par le frère Jacquemet au modèle.